# 圣乔治-阿利里
圣乔治-阿利里（義大利語：San Giorgio a Liri）是意大利弗罗西诺内省的一个市镇。总面积15.63平方公里，人口3167人，人口密度202.6人/平方公里（2009年）。ISTAT代码为060063。